# Аликул Осмонов
Аликул Осмонов (кирг. Алыкул Осмонов; 21 березень 1915 р. — 12 грудень 1950 р.) — киргизький поет, знаменитий його зусилями з модернізації поезії в Киргизстані. Його основні досягнення полягали у перетворенні поезії з усної на літературну традицію, зосереджуючись на світських темах з акцентом на внутрішні емоції, повсякденне життя та націоналізм, а також переклавши численні європейські автори на киргизьку мову, включаючи Вільяма Шекспіра, Сандор Петофі та Олександра Пушкін.

## Біографія
Осмонов народився в Каплалі-Арику в Панфілівському районі Киргизстану, близько 75 км на захід від Бішкека. Він був сиротою в молодому віці і був вихований державною опікою, спочатку в Бішкекському сиротинці, потім в дитячому будинку-інтернаті Токку. З 1929 року Осмонов навчався в педагогічній школі в Бішкеку, але через туберкульоз, який він придбав з одного з дитячих будинків, він був змушений піти. Тим не менш, він зміг розпочати журналістську кар'єру, працюючи на кількох радянських часових киргизьких газетах, в тому числі «Шабль» («Атака»), «Леніншил Яш» («Ленінська молодь») та «Кызыл Киргизстан» («Червоний Киргизстан», який продовжує існувати до цього дня під назвою «Киргизький Тудусь»). 
З 1939 по 1940 рік він виконував обов'язки головного секретаря Національної спілки письменників Киргизстану («Кыргызстан Улуттук Жазуучалар союзу», який також і сьогодні існує). У 1941 році він отримав членство в Спілці радянських письменників.
Під час німецько-радянської війни виступав з прорадянською патріотичною поезією, закликав до боротьби з німецькими загарбниками (збірка «8-ма гвардійська дивізія»). Переклав на киргизьку мову «Витязя в тигровій шкурі» Шота Руставелі, твори Крилова, Пушкіна, Маршака. 
Помер після важкої хвороби. Похований у Бішкеку. 